# Filip Bjorklund
Filip Augustin Bjorklund (Björklund), född 6 december 1886 i Lysekil, död 1967 under ett besök i Sverige, var en svensk-amerikansk ingenjör och flygpionjär.
Bjorklund studerade till ingenjör vid Chalmers i Göteborg. 1913 åkte han till England för att lära sig flyga vid Hendon, efter certifikatproven i oktober 1913 tilldelas han svenskt aviatördiplom nr 18 utfärdat av S.A.S. (Svenska Aeronautiska Sällskapet) 1914. I februari 1914 tilldelas han det brittiska FAI-certifikatet nr 732, efter att han visat sina flygkunskaper i Graham Whites Farmanflygplan. Efter flygutbildningen köpte han ett eget Bleriot XI-flygplan som han använde vid flyguppvisningar, han ställde senare samma år upp i flygtävlingen London's Aerial Derby. När första världskriget bröt ut 1914 bestämde han sig för att återvända till Sverige med sin flygmaskin. Efter mer än en månads byråkratiskt krångel med myndigheterna i England fick han utförsellicens för sitt flygplan. Han anlände till Göteborg i september med sitt flygplan, och erbjöd nu sina tjänster och sitt flygplan till Flygkompaniet. Men Flygkompaniet avvisade erbjudandet med hänsyn till bristande flygerfarenhet. Bjorklund ville inte ge upp utan ansökte hos departementet att få genomföra en privat flyguppvisning i Göteborg för att visa att han behärskade flygplanet. På grund av förbudet mot privat flygning som utfärdats i samband med krigsutbrottet fick Bjorklund inte genomföra sin flyguppvisning. Flygkompaniet avböjde även att köpa flygplanet trots att det saknades flygplan.
Han for vidare till Danmark, där han genomförde en del flyguppvisningar, hans flygplan köptes 1915 av det Danska arméflyget. Trots kriget tog han sig till USA 1915 där han anställdes som testpilot och flyglärare av bröderna Gallaudet. 1916 anställde Philip A. Carroll honom som flyglärare vid flygskolan Governors Island Training Camp på Governors Island, sedan i januari 1917 blev han anställd som civil flyglärare vid Signal Corps Aviation Station i Mineola. I november 1918 när behovet av arméflygare minskat startade han tillsammans med en pilot flygbolaget North Eastern Airlines Company. Det var det första bolag som flög passagerare och gods regelbundet från New York. Fram till 1921 när han slutade som aktiv pilot hade han loggfört runt 4 000 flygtimmar. 
Efter att han lagt flygningen på hyllan sökte han sig till Texas där han var verksam som väg- och dammbyggnadsingenjör, han deltog även vid byggandet av Panamakanalen. När tjänsten som stadsplanerare i Los Angeles blev ledig fick han jobbet på sina meriter från Texas, han var verksam som stadsplanerare fram till sin pensionering.